# Piano Man
Piano Man es el segundo álbum de rock de Billy Joel, lanzado el 9 de noviembre de 1973. El álbum emergió de dificultades legales con el anterior sello de Joel Family Productions, y terminó siendo su primer álbum de éxito. 
El sencillo «Piano Man», es un relato ficticio de los días de Joel como cantante de salón en Los Ángeles, alcanzó el puesto 25 en el Billboard Hot 100, y el número 4 en la lista de sencillos Adult Contemporary. «Travelin' Prayer» y «Worse Comes to Worst» alcanzaron los puestos 77 y 80, respectivamente, en la lista Billboard Hot 100, mientras que el álbum el puesto 27 en la lista Billboard 200. El álbum fue certificado con disco de oro por la RIAA en 1975, pero Joel solo recibió 8.000 dólares en regalías.

## Versión de lujo
Columbia lanzó una versión de lujo de Piano Man en noviembre de 2011.
Esta edición incluyó una transmisión de radio algo truncada de 1972 con viejas canciones que Joel tocó y grabó en Sigma Sound Studios en Filadelfia. Esta transmisión fue extremadamente importante para el éxito inicial de Joel porque, después de que saliera al aire, la versión en vivo de «Captain Jack» se convirtió en la canción más pedida en la historia de la estación WMMR 93.3, en Filadelfia.  Cuando se supo de la popularidad de esta versión, Columbia Records oyó la canción y contrató a Joel. La transmisión incluyó tres canciones («Long, Long Time», «Josephine», y «Rosalinda») que nunca se incluyeron en ningún álbum de estudio de Joel.

## Lista de canciones
Todas las canciones por Billy Joel.
| N.º | Título                                  | Duración |  |
| 1.  | «Travelin' Prayer»                      | 4:16     |  |
| 2.  | «Piano Man»                             | 5:37     |  |
| 3.  | «Ain't No Crime»                        | 3:20     |  |
| 4.  | «You're My Home»                        | 3:14     |  |
| 5.  | «The Ballad of Billy the Kid»           | 5:35     |  |
| 6.  | «Worse Comes to Worst»                  | 3:28     |  |
| 7.  | «Stop in Nevada»                        | 3:40     |  |
| 8.  | «If I Only Had the Words (To Tell You)» | 3:35     |  |
| 9.  | «Somewhere Along the Line»              | 3:17     |  |
| 10. | «Captain Jack»                          | 7:15     |  |

### Disco extra de la edición de lujo de 2011
Disc 2: Live at Sigma Sound Studios, Philadelphia, Pennsylvania, April 15, 1972
1. "Introduction by Ed Sciaky" – 0:29
2. "Falling of the Rain" – 2:33
3. "Intro to Travelin' Prayer" – 0:17
4. "Travelin' Prayer" – 3:11
5. "Intro to Billy the Kid" – 0:50
6. "The Ballad of Billy the Kid" – 5:36
7. "Intro to She's Got a Way" – 1:03
8. "She's Got a Way" – 3:08
9. "Intro to Everybody Loves You Now" – 1:19
10. "Everybody Loves You Now" – 2:56
11. "Intro to Nocturne" – 0:59
12. "Nocturne" – 2:46
13. "Station ID and Intro to Turn Around" – 1:31
14. "Turn Around" – 3:26
15. "Intro to Long, Long Time" – 1:19
16. "Long, Long Time" – 4:46
17. "Intro to Captain Jack" – 1:19
18. "Captain Jack" – 6:56
19. "Intro to Josephine" – 1:40
20. "Josephine" – 3:23
21. "Intro to Rosalinda" – 0:33
22. "Rosalinda" – 3:03
23. "Tomorrow Is Today" – 5:11